# André Liberati
Pour les articles homonymes, voir Liberati.
Compléments
Père de Simon Liberati
André Liberati, né le 12 juin 1927 à Beyrouth alors sous mandat français et mort le 17 décembre 2021 à Issy-les-Moulineaux, est un poète et essayiste français.

## Biographie
André Liberati est le fils d'un trésorier-payeur de la Légion étrangère présente au Liban alors sous Mandat français au Levant. En 1948, il rejoint le groupe des surréalistes – en devenant proche de Louis Aragon et d'André Breton – et écrit des articles pour la revue Néon et pour Les Cahiers du Sud. Converti au catholicisme en 1965, il se consacre à l'écriture et à la poésie. Il a également fait des traductions de poèmes de Loukonine et de Glinka. Il apparaît dans le film de François Barat Le Dernier Sommaire (1993) produit par Les Films du Soleil.
André Liberati est le père du journaliste et écrivain Simon Liberati – qui aborde la vie de celui-ci dans son livre Les Rameaux noirs –.
Selon l'écrivain Jean Todrani, André Liberati « a traversé le surréalisme comme il a ensuite traversé d'autres machines, arpenté d'autres champs de l'écriture poétique ; cherchant ce qui manque le plus au surréalisme : une philosophie. » Esprit solitaire, il a pourtant fréquenté l'équipe des Cahiers du Sud dès leur création et s'est lié avec Benjamin Péret et André Breton. « Surréaliser sa vie, c'est trouver ou retrouver sa vraie vie dépouillée de tout ce qui pourrait la rendre acceptable. », 1948.
Sa poesie - en vers et en prose - dit la joie d'être au monde, pour le meilleur et pour le pire. Il parle simplement, sans éloquence, avec une grâce et une aisance qui parfois rappellent à la fois Eluard et Toulet :
Ne sois fidèle qu'à l'amour
Au blé qui lève
Aux plus beaux jours [...]

## Œuvre
- 1958 : Vieux capitaine (fables), Les Éditeurs français réunis
- 1961 : Le Cœur secret, Marseille, éd. Action poétique
- 1965 : La Mort amoureuse, éditions Seghers
- 1985 : La Transparence des pierres, éditions José Corti
- 1986 : Nadir, éditions José Corti
- 1986 : L'Exaltation de la Sainte-Croix, éditions José Corti
- 1994 : D'ivoire ou de corne
- 1997 : Si j'avais été prêtre, Épinal, éditions Amis de hors jeu
- 2000 : Pour l'abeille et le bourdon, éditions Rochefort-du-Gard
- 2008 : Je suis, éditions Rochefort-du-Gard
- 2014 : Mère à jamais avec Francine Caron, éditions Rochefort-du-Gard